# Tangier (Oklahoma)
Tangier ist eine Unincorporated community im Woodward County im US-Bundesstaat Oklahoma.
In den 1940er Jahren gab es, fünf Kilometer östlich, auf halbem Weg nach Woodward, einen Verarbeitungsbetrieb für Bentonit.

## Geographie
Tangiers liegt etwa zehn Kilometer westlich von Woodward, etwas abseits des Oklahoma State Highway 15, unweit einer Bahnüberführung über eine Strecke der Burlington Northern Santa Fe.
Rund zwei Kilometer nordöstlich befindet sich der kommunale West Woodward Airport. Die Siedlung besteht aus nur eine Handvoll Häusern und liegt in einer waldfreien Umgebung. Es gibt keine nennenswerten Gewässer.

## Belege
1. ↑  Tangier. In: Geographic Names Information System. United States Geological Survey, United States Department of the Interior, abgerufen am 2. Juli 2020 (englisch).
2. 1 2  Everett first=Dianna: Woodward County. In: Encyclopedia of Oklahoma History and Culture. Oklahoma Historical Society, abgerufen am 2. Juli 2020 (englisch).